# Адолф Адам
Адолф Шарл Адам (фр. Adolphe Charles Adam; Париз, 24. јул 1803 — Париз, 3. мај 1856) је био француски композитор и музички критичар. Био је плодан композитор опера и балета, док се у његова најпознатија дела данас убрајају балети Жизела (фр. Giselle, 1841) и Гусар (фр. Le corsaire, 1856, његово последње дело), док су од опера најпознатије Постиљон из Лонжимоа (фр. Le postillon de Lonjumeau, 1836), Тореадор (фр. Le toréador, 1849) и Када бих био краљ (фр. Si j'étais roi, 1852). Његово најчешће извођено дело јесте божићни хвалоспев „Поноћ Хришћани,, (фр. Minuit, chrétiens!,1844), које је преведено и певано на енглеском језику под називом O Holy Night (1847). Био је успешан и у педагошком раду. Наиме, учио је Делиба и друге утицајне композиторе.

## Опере
- Кочијаш из Лонжумоа Le Postillon de Longjumeau (1836)
- Колиба Le Chalet (1834)
- Одани пастир Le fidèle berger (1838)
- Краљ Иветоа Le Roi d'Yvetôt (1842)
- Каљиостро Cagliostro (1844)
- Тореадор или савршени договор Le toréador ou L'accord parfait (1849)
- Лутка из Нирнберга La poupée de Nuremberg (1852)
- Да сам краљ Si j'étais roi (Париз, 1852)
- Гусар  (1856)